# Шкловский, Иосиф Самуилович
Ио́сиф Самуи́лович Шкло́вский (18 июня (1 июля) 1916, Глухов — 3 марта 1985, Москва) — советский астроном, астрофизик.
Член-корреспондент АН СССР (1966), лауреат Ленинской премии (1960, за концепцию искусственной кометы), основатель школы современной астрофизики — отдела радиоастрономии Государственного астрономического института им. П. К. Штернберга (ГАИШ) Московского университета и отдела астрофизики Института космических исследований АН СССР (ныне Астрокосмический центр ФИАН). Автор девяти книг и более трёхсот научных публикаций, работ по проблемам существования внеземных цивилизаций и научно-популярных статей.

## Биография

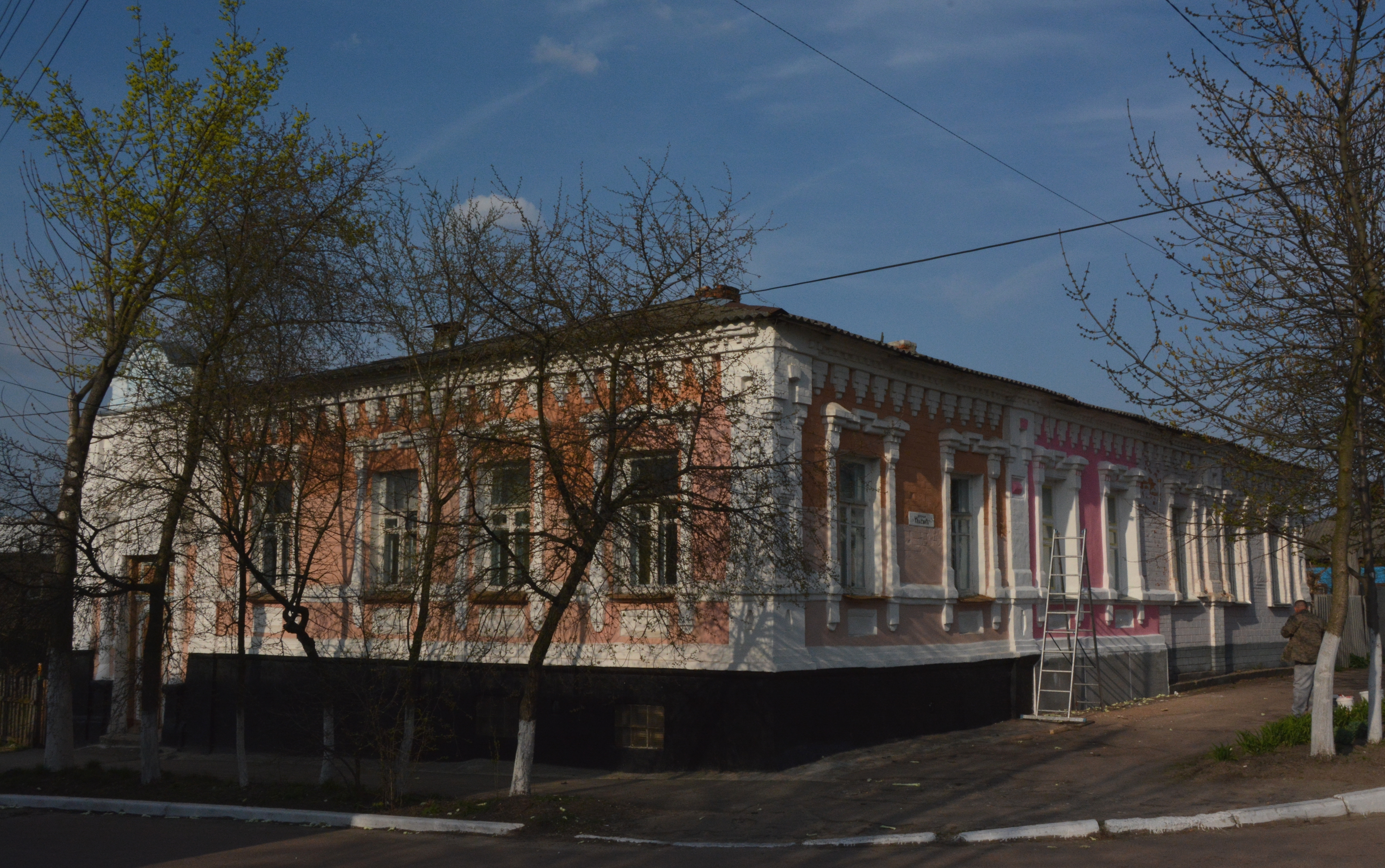
Родной дом Иосифа Шкловского в Глухове

Родился в 1916 году в Глухове Черниговской губернии (ныне Сумская область Украины) в семье купца Самуила Мордуха Шкловского и Анны Иосифовны Брук. Семья жила в собственном доме на улице Спасской, № 12. В шестилетнем возрасте остался без отца. О своём детстве в Глухове Шкловский вспоминал:
Я рос в традиционной еврейской среде в маленьком украинском городке, учился древнему языку предков, ходил с мамой в синагогу. А какие были праздники, хоть кругом – полная нищета! Почему-то вспомнил запахи праздников. А потом была школа-семилетка, раздвоение сознания между еврейским домом и советской школой. В 1930 году моя семья уехала с родной Украины. И мое еврейское детство уже осталось в невозвратимо далеком прошлом…
Когда сыну было 14 лет, мать вторично вышла замуж за железнодорожника Моисея Яковлевича Абольникова. После русской школы-семилетки № 2 (1930) в Акмолинске (Казахстан) два года проработал на строительстве железных дорог в Сибири на КВЖД по месту направления отчима.
В 1933 году поступил на физико-математический факультет Дальневосточного университета (политехнического института) во Владивостоке. В 1935 году совершил перевод в МГУ. Окончил с отличием физический факультет Московского университета (1938). Защитил кандидатскую диссертацию «Электронная температура в астрофизике» (1944) и докторскую диссертацию «Некоторые вопросы физики верхних слоёв солнечной атмосферы» (1949) на кафедре астрофизики ГАИШ.
В 1950-е годы Шкловский прочёл в МГУ первый в СССР курс по радиоастрономии. Вся астрономическая Москва приходила слушать лекции Шкловского. Аудитория всегда была переполнена.
Шкловский был человеком широко талантливым: хорошо рисовал, прекрасно знал поэзию, обладал незаурядным литературным даром, блестящий рассказчик. Записал свои воспоминания и размышления, объединив их в сборнике «Эшелон». Важный период научного творчества Шкловского был связан с поиском внеземных цивилизаций. В 1962 году вышла его книга «Вселенная, жизнь, разум», переведённая на многие иностранные языки. В СССР книга выдержала семь изданий. Интересовался спортом, и особенно футболом, туризмом, кино, историей. Обсуждая с друзьями-историками на равных их профессиональные проблемы, говорил: «Я люблю цифры». Его блестящая память хранила цифры и даты, которые он умел по-новому сопоставлять и анализировать.
Умер в 1985 году. Похоронен на Востряковском кладбище.

## Научная деятельность
Основные научные работы относятся к теоретической астрофизике.
Занимался разработкой общей теории короны Солнца и теории радиоизлучения Солнца (1944—1949). Осуществил исследование химического состава и состояния ионизации солнечной короны. Показал, что во внутренней короне основным механизмом возбуждения является электронный удар и развил теорию этого процесса. Показал также, что во внешней короне основную роль в возбуждении спектральных линий высокоионизованных атомов железа играет излучение солнечной фотосферы. Нашёл, что в области длин волн короче 1500 Å спектр Солнца должен состоять из эмиссионных линий. Впервые отметил важную роль солнечного рентгеновского излучения в образовании D-слоя ионосферы Земли.
Дал, независимо от В. Л. Гинзбурга и английского астронома Д. Мартина, интерпретацию радиоизлучения «спокойного» Солнца как теплового излучения верхней хромосферы (на сантиметровых волнах) и короны (на метровых волнах).
В 1946 году впервые выдвинул гипотезу, объясняющую всплески солнечного радиоизлучения плазменными колебаниями в короне, возникающими при прохождении через неё потоков энергичных частиц.
Занимался теорией происхождения космического радиоизлучения. В 1948 году произвёл детальный расчёт предсказанной X. К. ван де Хюлстом радиолинии нейтрального водорода с длиной волны 21 см и показал, что интенсивность излучения Галактики в этой линии достаточна для обнаружения его с помощью имевшегося тогда оборудования.
В 1949 году указал на возможность наблюдений межзвёздных молекул в радиодиапазоне.
В 1952 году рассмотрел непрерывное радиоизлучение Галактики и указал на спектральные различия излучения, приходящего из низких и высоких галактических широт.
Предсказал существование теплового радиоизлучения зон H II (ионизованного водорода) и отождествил некоторые области H II на небе с источниками сантиметровых и дециметровых волн. Источники, излучающие в метровом диапазоне, отождествил с остатками вспышек сверхновых звёзд.
В 1953 году объяснил радиоизлучение дискретных источников — остатков вспышек сверхновых звёзд (в частности, Крабовидной туманности) — синхротронным механизмом и предсказал особенности их излучения.
В 1956 году предложил первую достаточно полную эволюционную схему планетарной туманности и её ядра.
Впервые указал на звёзды типа красных гигантов с умеренной массой как на возможных предшественников планетарных туманностей и их ядер.
В 1967 году, ещё до открытия пульсаров, проанализировав наблюдения источника излучения Скорпион X-1 в оптическом и рентгеновском диапазонах, сделал правильный вывод, что излучение порождается аккрецией на нейтронную звезду.
Ввёл в обращение термины «реликтовое излучение» и «презумпция естественности».
Ряд исследований посвящён полярным сияниям и инфракрасному излучению ночного неба. Разрабатывал также вопросы, связанные с природой излучения квазаров, пульсаров, рентгеновских и гамма-источников. Принимал участие в постановке астрономических космических исследований.
Известен также своей научно-популяризаторской деятельностью. Его книга «Вселенная, жизнь, разум» (1962), выдержавшая к 2006 году семь изданий на русском языке и переведённая на английский (со значительными добавлениями Карла Сагана), болгарский, испанский, итальянский (перевод английской версии в соавторстве с Карлом Саганом), польский, французский, чешский, эстонский языки привлекла широкое внимание к проблеме существования разумной жизни за пределами Земли. Сам Шкловский особенно гордился изданием этого своего произведения для слепых, напечатанным шрифтом Брайля и выпущенным в четырёх книгах. Эту работу высоко оценил Станислав Лем, отметив, что она оказалась одной из ключевых для написания «Summa Technologiae».
В 1960 году выступил с утверждением, что в Галактике существует, по крайней мере, миллиард планет, обращающихся вокруг карликовых звёзд, подобных нашему Солнцу, или несколько более холодных, на которых возможна высокоорганизованная, а может быть, и разумная жизнь. Однако, по словам С. Лема, незадолго до смерти был уверен, что люди — единственные разумные существа во Вселенной.

## Борьба за права человека

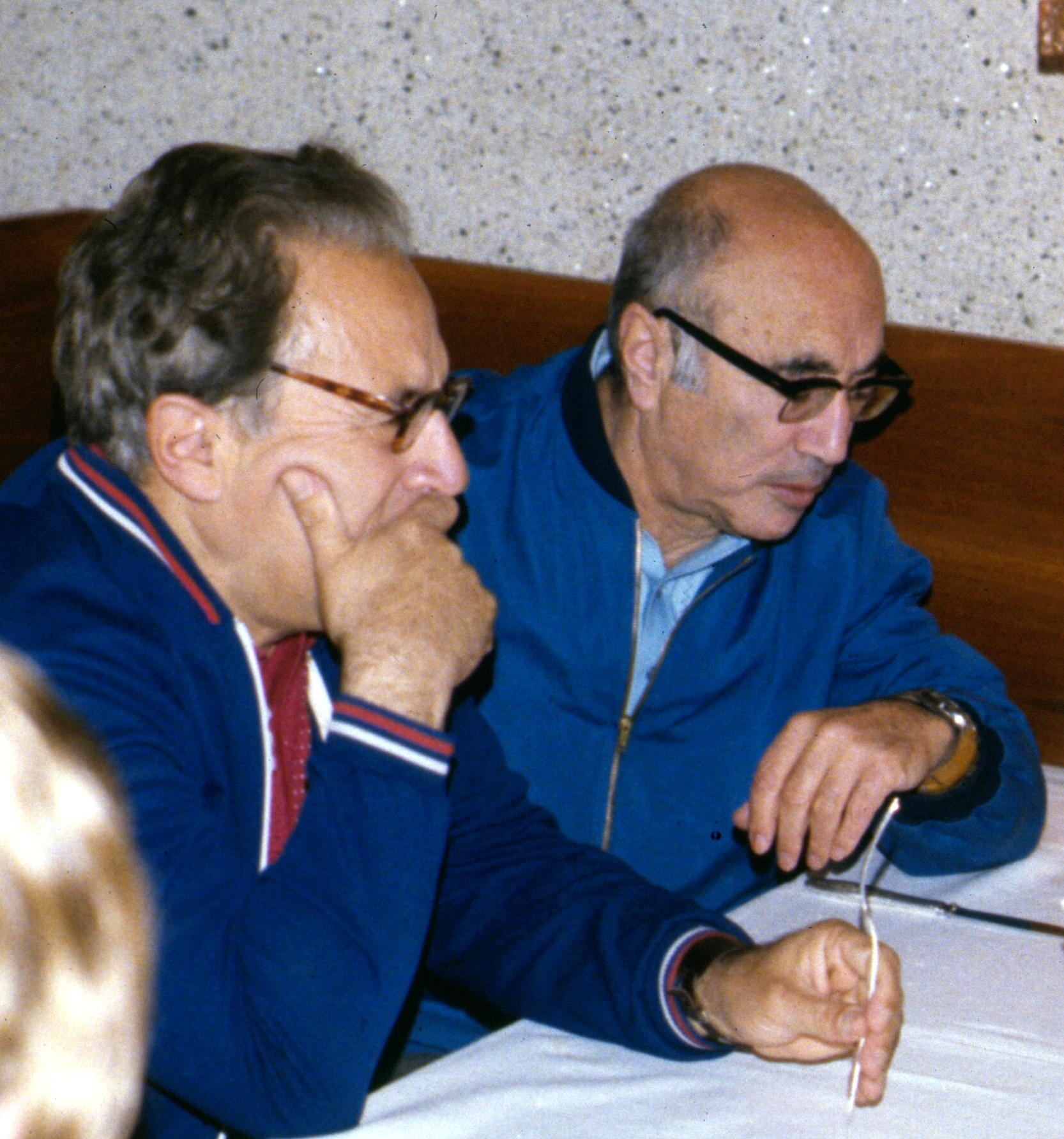
И. С. Шкловский и Я. Б. Зельдович (1977)

Иосиф Шкловский был свободолюбивым человеком и боролся против дискриминации учёных, грубого нарушения принципов интернационализма в советской политике, растущего государственного антисемитизма в СССР. Ограничения поступления евреев в университеты и дискриминация при карьерном продвижении в научных учреждениях глубоко возмущали учёного.
Советские партийные органы принимали меры, чтобы учёный с мировым именем, к мнению которого прислушивались на Западе, замолчал. В первую очередь его лишили поездок за границу на конференции — ассамблеи Международного астрономического союза (МАС) в США (1961) и ФРГ (1964). Позднее ему дали возможность поехать на Конгресс по релятивистской астрофизике (Нью-Йорк, 1966), симпозиум по релятивистской астрофизике в январе 1967 года (США).
После событий 1968 года он снова стал «невыездным», в 1973 году его не выпустили в Австралию, на симпозиум МАС. Иосиф Шкловский смело защищал диссидента Кронида Любарского, в то время как сорок членов АН СССР подписали письмо, где травили своего коллегу, Шкловский поддерживал Андрея Сахарова.
В 1976 году партийные органы вновь отказали учёному в возможности сделать научный доклад во французском Гренобле, в 1979 году ему дали возможность поехать в Канаду, на симпозиум в Монреале. После заседания израильский учёный Юваль Неэман предложил Шкловскому улететь в Израиль, но тот отказался.
Книга мемуарных рассказов И. С. Шкловского «Эшелон» вышла в издательстве «Новости» в 1991 году. Фрагменты публиковались в 1989 году в журнале «Техника — молодёжи».

## Семья
Жена — Ульяницкая Александра Дмитриевна (1915—2012).
Дочь — Алла Иосифовна Шкловская (род. 1938), кандидат физ.-мат. наук. Сын — Евгений Иосифович Шкловский (род. 1945), доктор физ.-мат. наук.

## Научные общества и награды
- Лондонское королевское астрономическое общество.
- Американская академия искусств и наук (1967).
- Национальная академия наук США (иностранный член, 1973)[28].
- Королевское Астрономическое общество Канады (почётный член).
- Парижская обсерватория (почётный доктор).
- Лекция Карла Янского (1968).
- Золотая медаль им. Брюс Тихоокеанского астрономического общества (1972).

## Память
В честь И. С. Шкловского были названы:
- астероид (2849) Шкловский, открыт 1 апреля 1976 года Н. С. Черных в Крымской астрофизической обсерватории, название присвоено 17 февраля 1984 года[29];
- кратер на спутнике планеты Марс Фобосе[30];
- улица на его родине, в городе Глухов.

С 2016 года Российской академией наук вручается премия имени И. С. Шкловского за выдающиеся работы в области астрофизики

## Основные работы
Монографии и сборники статей
- Шкловский И. С. Солнечная корона. — М.—Л.: ГИТТЛ, 1951. — 388 с.
- Шкловский И. С. Космическое радиоизлучение. — М.: Гостехиздат, 1956. — 492 с.
- Шкловский И. С. Физика солнечной короны. — 2-е изд., перераб. и доп. — М.: Физматгиз, 1962. — 516 с.
- Шкловский И. С. Сверхновые звёзды. — М.: Наука, 1966. — 398 с.
- Шкловский И. С. Звёзды: их рождение, жизнь и смерть. — М.: Наука, 1975. — 367 с.; 2-е изд. — М.: Наука, 1977. — 383 с.; 3-е изд., перераб. — М.: Наука, 1984. — 384 с.
- Шкловский И. С. Сверхновые звёзды и связанные с ними проблемы. — 2-е изд., перераб. и доп. — М.: Наука, 1976. — 440 с.
- Шкловский И. С. Проблемы современной астрофизики [Сб. статей]. — М.: Наука, 1982. — 223 с.
- И. С. Шкловский и современная астрофизика. Сб. статей. / Сост. Н. С. Кардашёв. — М.: Знание, 1986. — 64 с.
- Шкловский И. С. Проблемы современной астрофизики [Сб. статей]. — 2-е изд., доп. — М.: Наука, 1988. — 252 с.

Препринты
- Шкловский И. С. О природе «вспышек» квазаров и ядер сейфертовских галактик. — М.: [Изд-во ИКИ], 1970. — 55 с.
- Шкловский И. С. О природе источников рентгеновского излучения типа ScoXP-1. — М.: [Изд-во ИКИ], 1971. — 20 с.
- Шкловский И. С. Газовые выбросы в NGC 4486 и проблема активности галактических ядер. — М.: [Изд-во ИКИ], 1971. — 25 с.
- Шкловский И. С., Шеффер Е. К. Галактические «шпуры» как возможные источники мягкого рентгеновского излучения. — М.: [Изд-во ИКИ], 1971. — 13 с.
- Шкловский И. С. О возможной уникальности разумной жизни во Вселенной. — М.: [Изд-во ИКИ], 1976. — 30 с.
- Шкловский И. С. О природе источников импульсного жёсткого рентгеновского излучения. — М.: [Изд-во ИКИ], 1976. — 12 с.
- Шкловский И. С. О природе сверхновых I-го типа. — М.: Изд-во ИКИ, 1978. — 42 с.
- Шкловский И. С. Вторая революция в астрономии подходит к концу. — М.: Изд-во ИКИ, 1979. — 33 с.

Научно-популярные книги и брошюры
- Шкловский И. С. Радиоастрономия. Популярный очерк. — М.: Гостехиздат, 1953. — 216 с.
- Шкловский И. С. Радиоастрономия. Популярный очерк. — 2-е изд., доп. — М.: Гостехиздат, 1955. — 296 с.
- Шкловский И. С. Новое в радиоастрономии. Стенограмма публичной лекции в обществе «Знание». — М.: Знание, 1957. — 24 с.
- Шкловский И. С. Вселенная. Жизнь. Разум. — М.: Изд-во АН СССР, 1962. — 239 с.; 2-е изд., перераб. и доп. — М.: Наука, 1965. — 284 с.; 3-е изд., доп. и перераб. — М.: Наука, 1973. — 335 с.; 4-е изд., изм. — М.: Наука, 1976. — 336 с.; 5-е изд., перераб. и доп. — М.: Наука, 1980. — 352 с.; 6-е изд., доп. / Ред. Н. С. Кардашёва и В. И. Мороза. — М.: Наука, 1987. — 320 с.; 7-е изд., доп. / Ред. В. Г. Сурдина, Н. С. Кардашёва и Л. М. Гиндилиса. — М.: Журнал «Экология и жизнь», 2006. — 312 с.
- Расширенный перевод на английский язык: Shklovskii I.S., Sagan Carl. Intelligent life in the Universe / Auth. transl. by Paula Fern. — New York: Dell. publ. co, 1966. — 509 с.

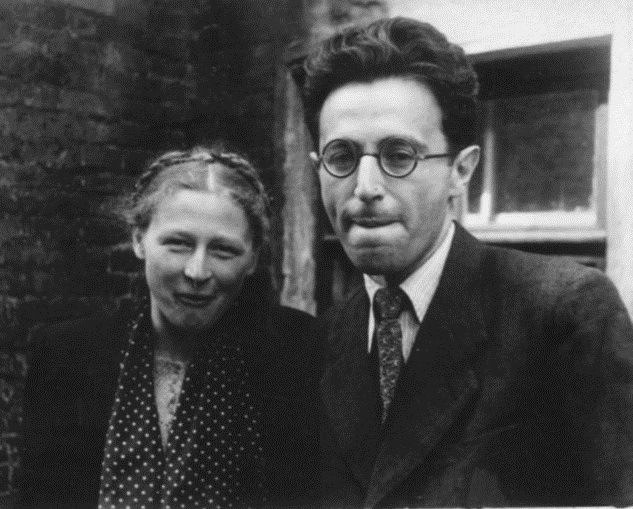
И. С. Шкловский с переводчицей редакторуемых им книг И. С. Щербиной-Самойловой

- И. С. Шкловский с переводчицей редакторуемых им книг И. С. Щербиной-СамойловойШкловский И. С. Из истории развития радиоастрономии в СССР. — М.: Знание, 1982. — 63 с.
- Шкловский И. С. Эшелон. Невыдуманные рассказы. — М.: Новости, 1991. — 222 с.
- И. Шкловский: Разум, жизнь, Вселенная: [Сб. статей / Ред.-сост. Т. К. Бреус]. — М.: Янус, 1996. — 432 с.

Редактор и переводы
- Физические процессы в газовых туманностях: Сборник работ / Пер. с англ. И. С. Шкловского. Ред. В. Г. Фесенкова. — М.: Гос. изд-во иностр. лит-ры, 1948. — 204 с.
- Атмосферы Земли и планет: Сборник статей / Ред. Д. П. Койпера. Пер. с англ. Ред. и с предисл. И. С. Шкловского. — М.: Изд-во иностр. лит-ры, 1951. — 408 с.
- Пози Дж. Л., Брейсуэлл Р. Н. Радиоастрономия / Пер. с англ. Ред. И. С. Шкловского. — М.: Изд-во иностр. лит-ры, 1958. — 414 с.
- Эллисон М. А. Солнце и его влияние на Землю. Введение в исследование проблемы Земля-Солнце / Пер. с англ. Ред. И. С. Шкловского. — М.: Физматгиз, 1959. — 216 с.